# Palazzo Pompei

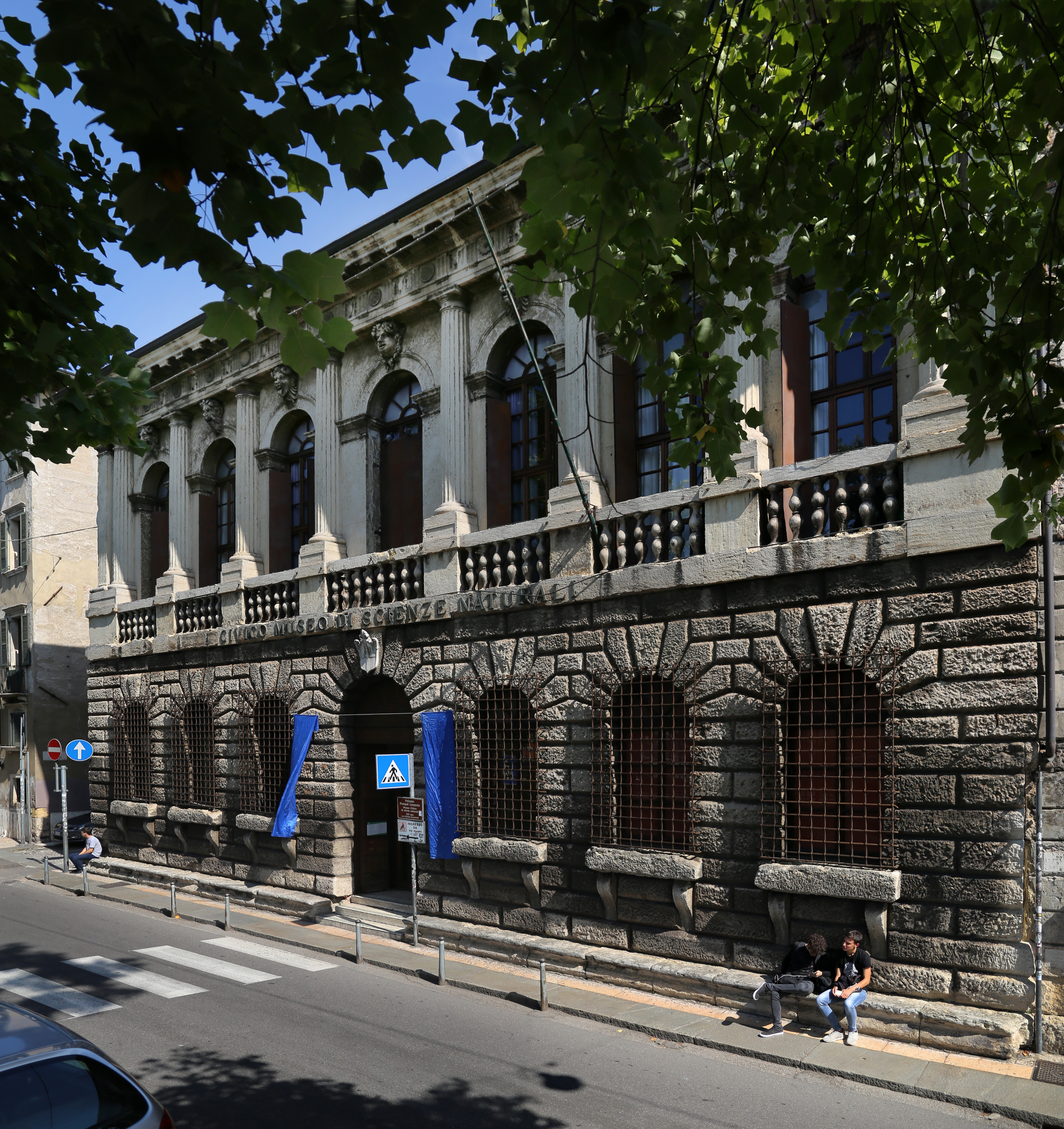
Palazzo Pompei

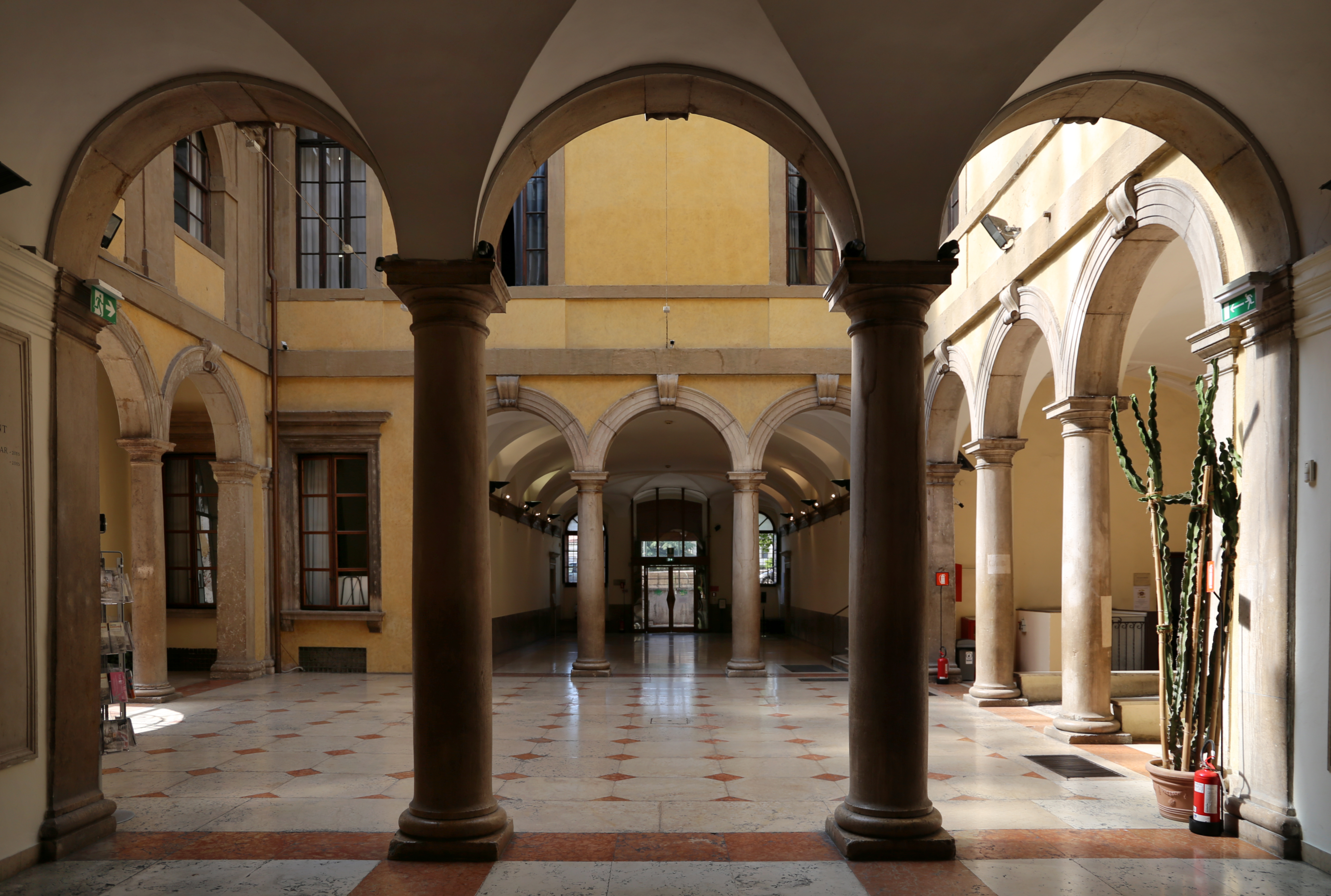
Das Hof

Der Palazzo Pompei ist der letzte von drei Renaissancepalästen des italienischen Architekten Michele Sanmicheli in Verona. Der Palazzo steht am Ufer der Etsch im Zentrum der oberitalienischen Stadt und wurde in den Jahren 1535–1540 erbaut.

## Baugeschichte
Der Palast wurde für die Adelsfamilie Lavezzola entworfen, die den Bau jedoch bereits im Jahre 1579 an die Familie Pompei verkaufte; diese war über 200 Jahre in dessen Besitz. Im Jahre 1833 schenkten die Eigentümer den Palazzo der Stadt Verona, die später auch das Nachbargebäude (Palazzo Carlotti) erwarb. Um die Wende zum 20. Jahrhundert wurden die Gebäude umfassend renoviert; das Innere beherbergt seitdem ein Museum für Naturgeschichte (Museo civico di storia naturale).

## Architektur
Während das Erdgeschoss des Palastes mit seinen rustizierten Steinen eher gedrungen wirkt und von außen eher an ein Handels- oder Geschäftsskontor erinnert, entfaltet sich im Obergeschoss (piano nobile) eine weitaus offenere und repräsentativere Architektur: Sieben bis zum Boden reichende gleich große Rundbogenfenster öffnen sich zu kleinen Balkonen, welche durch Steinsockel mit aufruhenden kannelierten Halbsäulen voneinander getrennt sind. Über den Fenstern finden sich halb menschliche, halb tierische Fratzenköpfe. Der darüber befindliche Architrav ist durch einen Metopen-Triglyphenfries geschmückt. Der Mittelteil der Fassade mit dem leicht erhöhten Hauptportal ist gegenüber den Seitenteilen leicht verbreitert.
Teile der Architektur des Palazzo Pompei dienten Carl Ludwig Hildebrandt 1754 als Vorlage für das Segersche Haus am Alten Markt in Potsdam.